# Amphisbaena pretrei
O lagarto verme do Rio Grande (Amphisbaena pretrei) é uma espécie de lagarto da família Amphisbaenidae. A espécie é endêmica do Brasil .

## Etimologia
O nome específico, pretrei, é uma homenagem ao artista francês Jean-Gabriel Prêtre.[carece de fontes?]
O nome Rio Grande vem da cidade de Rio Grande onde a espécie foi analisada.

## Descrição
A. pretrei é marrom avermelhado dorsalmente e possui detalhes brancos no seu dorso. Pode atingir um comprimento de focinho para cloaca de 28 centimetros, com uma cauda 3.4 centimetros quando longa.

## Reprodução
A. pretrei é ovípara e sua reprodução ocorre de maneira sexuada.[carece de fontes?]